# Assassin's Creed Mirage
Assassin's Creed Mirage là một trò chơi phiêu lưu hành động năm 2023 được phát triển bởi Ubisoft Bordeaux và được Ubisoft xuất bản. Trò chơi này là phần game chính thứ mười ba trong loạt Assassin's Creed và là phần kế thừa của Assassin's Creed Valhalla năm 2020. Trong khi các sự kiện trong trò chơi này diễn ra trước Valhalla, cốt truyện đóng khung thời hiện đại của nó tiếp nối câu chuyện của Valhalla. Lấy bối cảnh ở Baghdad thế kỷ thứ 9 trong Thời đại hoàng kim của Hồi giáo — đặc biệt là trong thời kỳ Quân chủ ở Samarra — câu chuyện kể về Basim Ibn Ishaq (nhân vật được giới thiệu lần đầu trong Valhalla) là một tên trộm đường phố gia nhập Hidden Ones để đấu tranh cho hòa bình và tự do nhằm chống lại Order of the Ancients,  những người mong muốn hòa bình thông qua sự kiểm soát. Cốt truyện chính tập trung vào cuộc đấu tranh nội tâm của Basim giữa nhiệm vụ của anh ta với tư cách là một Độc Ẩn Giáo và mong muốn khám phá quá khứ bí ẩn của mình.
Trò chơi ban đầu được định hướng để trở thành một bản mở rộng cho Valhalla nhưng đã được làm lại thành một tựa game độc lập để mở rộng phạm vi của nó. Đường lối làm việc đằng sau Mirage — trò chơi đầu tiên được phát triển chủ yếu bởi Ubisoft Bordeaux (trước đây chỉ là một studio hỗ trợ) là quay trở lại cội nguồn của loạt game bằng cách tập trung vào lối chơi lén lút, parkour và ám sát qua các yếu tố nhập vai nổi bật trong gần đây. Do đó, trò chơi có quy mô nhỏ hơn nhiều so với các phiên bản tiền nhiệm và còn kết hợp các yếu tố được giới thiệu trong đó với những yếu tố có trong các phần trước của loạt game.
Mirage được phát hành cho PlayStation 4, PlayStation 5, Windows, Xbox One và Xbox Series X/S vào ngày 5 tháng 10 năm 2023. Phiên bản di động cũng dự kiến phát hành cho iOS trên các mẫu iPhone 15 Pro vào đầu năm 2024. Khi phát hành, trò chơi nhìn chung đã nhận được những đánh giá tích cực từ các nhà phê bình, những người ca ngợi cách thiết kế thế giới của nó, tập trung vào tính năng tàng hình và quay trở lại lối chơi cũ của loạt game, mặc dù một số người chỉ trích các nhân vật và câu chuyện phụ thuộc vào các phần trước trong loạt game.

## Lối chơi
Assassin's Creed Mirage là một trò chơi lén lút phiêu lưu hành động nhằm mục đích tri ân đến các tựa Assassin's Creed cũ hơn, tuyến tính hơn và tập trung vào câu chuyện đồng thời giảm số lượng các yếu tố nhập vai có trong các phần gần đây của loạt game. Parkour, chiến đấu cận chiến và tàng hình là những yếu tố cốt lõi của trò chơi. Đối với các nhiệm vụ ám sát, Mirage áp dụng thiết kế "Black Box" từng thấy trong Assassin's Creed Unity và Assassin's Creed Syndicate, nơi người chơi phải khám phá môi trường và tìm những cách khác nhau để tiếp cận và loại bỏ mục tiêu của họ. 
Trò chơi lấy bối cảnh chủ yếu ở thành phố Baghdad, được chia thành bốn quận— Thành phố Tròn, Karkh, Abassiyah với House of Wisdom và Harbiyah—nhưng cũng có một số thị trấn nhỏ hơn như Anbar, nằm ở ngoại ô thành phố.  Alamut trụ sở pháo đài của Hidden Ones, cũng xuất hiện trong một số nhiệm vụ nhưng không thể tiếp cận được bên ngoài cốt truyện. Bản đồ Baghdad của trò chơi nhỏ hơn nhiều so với thế giới của các tựa game Assassin's Creed gần đây, có kích thước gần hơn với bản đồ thế giới về Paris và Constantinople của hai phiên bản Unity và Revelations. 
Tương tự như các nhân vật chính Sát thủ trước đây, nhân vật chính, Basim có một kho vũ khí và công cụ lớn tùy ý sử dụng, bao gồm Lưỡi kiếm ẩn giấu đặc trưng của Sát thủ, bom khói, dao ném và phi tiêu độc . Cả vũ khí và các công cụ đều có thể được nâng cấp thông qua cây kỹ năng cho phép áp dụng các hiệu ứng khác nhau cho chúng.  Basim cũng có thể sử dụng cả Eagle Vision và một người bạn đồng hành là một con đại bàng đầu nâu tên là Enkidu (theo Enkidu trong thần thoại Lưỡng Hà), nó có thể được sử dụng để trinh sát các khu vực lân cận.  Không giống như một số phiên Assassin's Creed trước có sự góp mặt của các loài chim đồng hành, xạ thủ của kẻ thù có thể phát hiện và bắn vào Enkidu, yêu cầu người chơi phải loại bỏ các xạ thủ trước khi có thể sử dụng lại Enkidu. 
Mirage cũng giới thiệu một khả năng mới gọi là "Assassin Focus", cho phép người chơi tiêu diệt nhiều kẻ thù cùng lúc và khả năng này có thể hồi lại bằng cách thực hiện các ám sát một cách lén lút. Khi khả năng được kích hoạt, thời gian dừng lại và người chơi có thể đánh dấu tối đa năm kẻ thù, những kẻ này sau đó sẽ bị Basim tự động giết liên tiếp.  Một tính năng mới khác là các cây cột nằm xung quanh Baghdad, có thể được đu lên để vượt qua những khoảng trống rộng.  Hơn nữa, hoạt ảnh chuyển động và chạy đã được cải tiến để cải thiện tính di động và mượt mà của nó với việc nhóm phát triển lấy cảm hứng từ "samurai, ninja và thậm chí cả Jedi ở một mức độ nhất định". 

## Tóm tắt

### Bối cảnh
Assassin's Creed Mirage lấy bối cảnh ở Baghdad trong Thời đại hoàng kim của Hồi giáo, chủ yếu là trong thời kỳ quân chủ ở Samarra, một thời kỳ nội bộ cực kỳ bất ổn dưới triều đại của Abbasid Caliphate. Diễn ra một thập kỷ trước các sự kiện trong Assassin's Creed Valhalla, trò chơi đưa người chơi khám phá cốt truyện của Basim Ibn Ishaq (do Lee Majdoub lồng tiếng), mô tả quá trình hoàn lương của anh ta từ một tên trộm đường phố thành một Ẩn nhân, dưới sự dạy dỗ của người thầy của anh ta, Roshan bint. -La'Ahad (Shohreh Aghdashloo).  Giống như các trò chơi Assassin's Creed trước đây, Mirage cũng có một số nhân vật dựa trên các nhân vật lịch sử, bao gồm Ali ibn Muhammad (Zanj leader), lãnh đạo cuộc nổi dậy Zanj; anh em Banū Mūsā, bộ ba học giả và nhà phát minh; Muhammad ibn Tahir, thống đốc Tahirid cuối cùng của Khurasan và Baghdad; và Caliph al-Mu'tazz (Abu 'Abdallah Muhammad ibn Ja'far) và mẹ của ông là Qabiha,   ngoài al-Jahiz, al-Farghani, Hunayn ibn Ishaq và Arib al-Ma'muniyya, cũng như Wasif al-Turki .     

### Cốt truyện
Nối tiếp sự kiện của Assassin's Creed Valhalla: The Last Chapter, các Sát thủ thời hiện đại sử dụng mẫu máu do Basim Ibn Ishaq đưa để hồi tưởng lại ký ức của anh ta trong thời đại Abbasid Caliphate.
Vào năm 861 CN, Basim là một tên trộm đường phố trẻ tuổi sống ở Anbar cùng với người bạn thời thơ ấu và đồng hành của mình, Nehal. Trong suốt cuộc đời của mình, Basim đã bị ám ảnh bởi những hình ảnh về một jinn quái dị mà Nehal đã giúp anh đối phó. Mặc dù chỉ là một tên trộm nghiệp dư, Basim có khát vọng lớn hơn và cố gắng gia nhập Hidden Ones, nhưng bị Hidden One cấp cao đóng tại Anbar là Roshan bint-La'Ahad thẳng thừng từ chối. Trong nỗ lực chứng tỏ bản thân, Basim lẻn vào cung điện của Caliph để đánh cắp một chiếc rương được cả Ẩn Giáo và Hội Cổ nhân tìm kiếm. Basim lấy một hiện vật hình đĩa từ trong rương lóe lên một thông điệp ba chiều, trước khi anh đối mặt với Caliph, al-Mutawakkil . Nehal giết Caliph để cứu Basim và cả hai cùng chạy trốn khỏi cung điện.
Để trả thù cho vụ giết Caliph, các lính canh bắt đầu tàn sát tất cả những tên trộm ở Anbar bao gồm nhiều bạn bè của Basim, và anh ta giận dữ đổ lỗi cho Nehal trước khi đường ai nấy đi. Bây giờ trên đường chạy trốn, Basim tìm cách trốn thoát khỏi thành phố với sự giúp đỡ của Roshan và cô đưa anh đến pháo đài trên núi của Hội Ẩn Giáo tại Alamut. Trong vài năm tiếp theo, Basim được huấn luyện dưới sự chỉ đạo của Roshan và cuối cùng được gia nhập Hidden Ones. Khi Người cố vấn của họ, Rayhan, biết được tầm ảnh hưởng đang mở rộng nhanh chóng của Hội Cổ nhân ở Baghdad, anh ta quyết định cử một đội Ẩn Nhân đến thành phố để điều tra, dẫn đầu là Basim và Roshan.
Khi đến Baghdad, Basim biết được rằng năm thành viên của Hội Cổ nhân đã được cài cắm vào cấp quyền lực cao nhất của Caliphate và đang khai thác nó để khai quật và xây dựng lại các hiện vật cổ của Isu. Anh ta tiếp tục truy lùng bốn thành viên của Hội Cổ nhân, ám sát họ và cấp dưới của họ, đồng thời phá vỡ âm mưu tương ứng của họ. Trong thời gian này, Basim gặp lại Nehal, người không tin tưởng vào Hidden Ones và khuyến khích Basim điều tra các hiện vật mà Hội Cổ nhân đang tìm kiếm vì tin rằng cả hai đều có mối liên hệ nào đó với họ. Cuối cùng, Basim đối mặt với thủ lĩnh của Hội Cổ nhân, Qabiha, người tuyên bố rằng câu trả lời mà anh tìm kiếm nằm ở ngôi đền Isu bên dưới Alamut. Qabiha sau đó cố gắng thuyết phục Basim đi cùng cô đến ngôi đền, nhưng bị Roshan giết chết, cảnh báo Basim không được điều tra thêm nữa.
Không vâng lời Roshan, Basim đi đến Alamut cùng với Nehal, chỉ để tìm thấy pháo đài đang bị lực lượng của Hội Cổ nhân bao vây. Basim giải cứu nhiều Ẩn Nhân bị bắt và tập hợp họ để chống lại cuộc tấn công trong khi anh tiến đến ngôi đền sau khi thuyết phục Rayhan rằng sức mạnh nắm giữ bên trong có thể được sử dụng để đánh bại Hội Cổ nhân một cách tốt đẹp. Tuy nhiên, anh phải đối mặt với Roshan, người tiết lộ rằng cô biết bản chất thực sự của Basim và cố gắng ngăn anh vào ngôi đền vì lo sợ những gì nó có thể thức tỉnh bên trong Basim. Basim đánh bại Roshan, nhưng tha mạng cho cô và vào đền thờ cùng Nehal. Bên trong, anh tìm thấy nhiều hiện vật hình đĩa hơn  và phát hiện ra rằng ngôi đền từng là nhà tù nơi Isu Loki bị giam giữ vào một thời điểm nào đó trước khi trốn thoát. Basim cũng nhận ra rằng Nehal chưa bao giờ tồn tại; cả cô ấy và jinn trên thực tế đều là đại diện cho những ký ức bị kìm nén của anh ấy với tư cách là Loki. Quyết định chấp nhận bản chất tái sinh của Loki, Basim "hòa nhập" với Nehal và lấy lại ký ức của mình.
Khi rời khỏi ngôi đền, Basim được chào đón trở lại Hidden Ones, điều này khiến Roshan phải từ chức để phản đối. Lúc này anh hoàn toàn nhận thức được kiếp trước của mình là Loki, Basim trầm ngâm rằng anh đã được tái sinh ở một thế giới mới và mong được "đoàn tụ" với những người chịu trách nhiệm cho việc anh bị giam cầm.

## Phát triển
Trước thông báo tại Ubisoft Forward vào ngày 10 tháng 9 năm 2022, cho biết chi tiết về Mirage đã bị rò rỉ  dưới tên mã Rift – khi có thông tin tiết lộ rằng trò chơi định hướng dưới dạng gói mở rộng cho Assassin's Creed Valhalla trước khi được chuyển thành bản phát hành độc lập. 
Mirage được mô tả là một tựa Assassin's Creed quy mô nhỏ hơn, với cốt truyện chính kéo dài khoảng 15–20 giờ, tương tự như các trò chơi cũ hơn trong loạt game. Nó được thiết kế để kỷ niệm 15 năm thành lập loạt game, trong đó các nhà phát triển đã sử dụng công nghệ được xây dựng cho Valhalla để tạo ra một trò chơi nhằm tri ân Assassin's Creed đầu tiên.
Vào ngày 4 tháng 6 năm 2023, có thông báo rằng trò chơi sẽ là trò chơi đầu tiên trong loạt trò chơi có lồng tiếng Ả Rập,  với diễn viên người Jordan, Eyad Nassar lồng tiếng cho Basim trong phiên bản này.  
Trò chơi có thêm cơ sở dữ liệu giáo dục về lịch sử của Baghdad, trong đó các bài viết được mở khóa dần dần khi người chơi đạt được tiến trình sâu hơn.  Những tác phẩm này minh họa nền văn hóa Abbasid thế kỷ thứ 9 bằng những bức ảnh chụp các đồ vật từ Bộ sưu tập Khalili, Bộ sưu tập David, Quỹ Nghệ thuật Hồi giáo Doris Duke và Viện Thế giới Ả Rập.  Việc tạo ra cơ sở dữ liệu có sự tham gia của bốn chuyên gia hàn lâm về nghệ thuật Hồi giáo,  và được hỗ trợ tài trợ từ Hội đồng nghiên cứu kinh tế và xã hội của Vương quốc Anh và tổ chức từ thiện Barakat Trust. 
Mirage có tính năng tương thích với áo vest haptic có dây buộc được thiết kế bởi công ty trò chơi Owo. Đây là bộ đồ da không dây ghi lại chuyển động từ phần thân trên và cánh tay. 

## Phát hành
Assassin's Creed Mirage ban đầu được ấn định ra mắt vào ngày 12 tháng 10 năm 2023,  trước khi dời ngày phát hành sang ngày 5 tháng 10.  Nó được phát hành cho PlayStation 4, PlayStation 5, Windows, Xbox One, Xbox Series X/S và Amazon Luna . Phiên bản dành cho iOS trên các mẫu iPhone 15 Pro cũng được lên kế hoạch phát hành vào đầu năm 2024.   Trò chơi đã có sẵn vào Ngày đầu tiên cho tất cả người chơi đã đăng ký Ubisoft+. 
Ngay sau khi trò chơi được công bố, tựa game này đã được báo cáo là đã nhận được xếp hạng Chỉ dành cho người lớn từ Hội đồng xếp hạng phần mềm giải trí, điều này sẽ hạn chế số lượng cửa hàng mà trò chơi có thể được phân phối tại Hoa Kỳ. Các báo cáo đến từ một danh sách trên Xbox Store một tuần trước khi trò chơi được tiết lộ, với một trong những lý do là có chứa "cờ bạc thực sự". Ubisoft sau đó đã đính chính cả hai tuyên bố, nói rằng trò chơi vẫn chưa được xếp hạng và "không có cờ bạc hoặc lootbox thực sự nào [sẽ] xuất hiện trong trò chơi".  

### Nội dung bổ sung
Ubisoft thông báo rằng họ sẽ phát hành một nhiệm vụ độc quyền mang tên The Forty Thieves dành cho những người chơi đã đặt trước trò chơi. Phiên bản Deluxe của Mirage bao gồm bản chính của trò chơi, gói lấy cảm hứng từ Prince of Persia có thêm vũ khí và vật phẩm trang trí, nhạc nền của trò chơi và sách ảnh kỹ thuật số. Gói Prince of Persia cũng có sẵn để mua riêng. 
Vào tháng 7 năm 2023, giám đốc trò chơi Stephane Boudon đã xác nhận rằng Ubisoft không có kế hoạch phát hành bất kỳ nội dung mở rộng nào sau khi ra mắt. 
Vào tháng 8 năm 2023, Ubisoft xác nhận rằng Mirage sẽ có các giao dịch vi mô về vật phẩm trang trí, dưới dạng "các gói vật phẩm sẽ có thể mua trực tiếp trên các cửa hàng của bên thứ nhất khi ra mắt". 
Vào ngày 12 tháng 12 năm 2023, một bản cập nhật miễn phí cho trò chơi đã được phát hành, giới thiệu chế độ New Game Plus, một bộ trang phục kế thừa lấy cảm hứng từ áo choàng của Bayek trong Assassin's Creed Origins, cùng nhiều cải tiến về lối chơi và sửa lỗi, bao gồm cả cơ chế parkour được cải tiến.  Bản cập nhật miễn phí thứ hai, được phát hành vào ngày 20 tháng 2 năm 2024, đã thêm một chế độ cố định có tên "Full Synchronization", sau khi hoàn thành sẽ mang đến cho người chơi nhiều phần thưởng khác nhau, bao gồm cả trang phục và thuốc nhuộm mới. 

## Đón nhận
Assassin's Creed Mirage nhận được đánh giá "nói chung là thuận lợi" từ các nhà phê bình, theo trang web tổng hợp đánh giá Metacritic . 
GamesRadar+ khen ngợi sự nhộn nhịp của Baghdad so với các phiên bản gần đây, nói rằng: "Các khu chợ tấp nập với những khách mua hàng và thương nhân nói nhiều ngôn ngữ, đường phố trông thấy mọi người uốn khúc thành từng cụm".  Mặc dù đánh giá cao sự tập trung vào việc lén lút và gọi trò chơi là "quay lại lối chơi cốt lõi" và là bước đầu tiên thành công trong việc quay trở lại phong cách lén lút, nhưng IGN cảm thấy nhân vật của Basim thật buồn tẻ, họ viết "Anh ấy là một một người đàn ông điển trai sống tình cảm, tính cách dễ chịu và niềm nở khi nói đến các mối quan hệ giữa các cá nhân.”  Game Informer ca ngợi hệ thống parkour của Mirage, "Cơ hội để parkour luôn hiện diện và việc di chuyển dọc theo các mái nhà, trượt xuống các đường dây và lặn lội vào các điểm ẩn nấp là một điều thú vị."  GameSpot ca ngợi tính năng lén lút trong đám đông, thiết kế thế giới và lối chơi điều tra, nhưng chỉ trích sự phụ thuộc của cốt truyện vào các phiên bản trước và các nhân vật phụ không thú vị. 

### Doanh số
Tại Nhật Bản, phiên bản PlayStation 5 của Assassin's Creed Mirage đã bán được 20.407 bản vật lý trong tuần đầu tiên phát hành, trở thành trò chơi bán lẻ bán chạy thứ ba tại quốc gia này. 

Theo Insider Gaming, trò chơi đã thu hút được 5 triệu người chơi và doanh thu ước tính 250 triệu USD. 

### Các giải thưởng
| Thời | Giải thưởng                                  | Loại    | Kết quả | Ct.    |
| ---- | -------------------------------------------- | ------- | ------- | ------ |
| 2024 | Giải thưởng Trò chơi Học viện Anh lần thứ 20 | Âm nhạc | Đề cử   | [ 65 ] |